# 音楽今昔物語 日曜らじOn
音楽今昔物語 日曜らじOnは、西日本放送（RNCラジオ）で2009年4月12日から2013年3月24日まで放送されていたラジオ番組。

## 概要
- 音楽をジャンルごとに紹介する。
- 日曜午後の自社制作ワイド番組はサンデーMUSICマーケット以来である。

## 過去の出演者
- 小橋あやみ
- 杉ノ内由紀